# 27-es busz (Budapest)
A budapesti 27-es jelzésű autóbusz a Móricz Zsigmond körtér és a Sánc utca között közlekedik a Gellért-hegyen keresztül. A vonalat a Budapesti Közlekedési Zrt. üzemelteti.

## Járművek
A vonalon Karsan Atak, Solaris Urbino 10 és Modulo Medio C68E típusú autóbuszok járnak, melyeket a Kelenföldi autóbuszgarázs állít ki.
A BKV 2023. március 1. és 4., illetve 11. és 19. között egy Isuzu Citibus típusú tesztbuszt üzemeltet a vonalon.

## Története
1949. szeptember 19-én 27-es jelzéssel új járatot indítottak a Móricz Zsigmond körtér és a Budaörsi repülőtér között a Nagyszőlős utca (vissza Hamzsabégi út), a Budaörsi út és a Kőérberki út érintésével. 1950. június 26-án lerövidítették, a Budaörsi út és a Budaörsi repülőtér között járt, majd augusztus 25-étől újra a Móricz Zsigmond körtérre helyezték vissza. 1954. április 19-étől a Nagyszőlős utca helyett a Villányi úton járt.
1957. április 13-án útvonala jelentősen módosult, a Móricz Zsigmond körtér és a Búsuló Juhász Étterem között közlekedett a Szüret utca és Kelenhegyi út útvonalon. Megszűnő szakaszának pótlására májusban 40A jelzésű járatot indítottak. 1961. május 13-án a Szirtes út és a Kelenhegyi út Citadellánál épült elágazásáig hosszabbították, majd 1963. november 4-én már a Citadellát megkerülve járt.
1989. március 1-jén 127-es jelzéssel új körforgalmú járat indult a Móricz Zsigmond körtér és a Sánc utca között. (Odafelé a Villányi úton és az Alsóhegy utcán keresztül.) Ez a járat 1995. május 12-én megszűnt.
1996. május 1-jén a végállomása átkerült a Hegyalja útra a Sánc utcához, a Citadellát azóta a Búsuló Juhász megállóval érinti és Ikarus 405-ös buszokat osztottak be a vonalra.
2013. augusztus 17-étől első ajtós felszállás van érvényben.
2016. október 17-étől a Tas vezér utca megállóhelyen is megáll.

## Útvonala
A 27-es busz az I. kerületi Krisztinavárost és a XI. kerületi Újbudát érinti. A vonal érinti többek között a Citadellát és a Móricz Zsigmond körtérről induló nagykörúti 6-os villamost is. A Sánc utcai végállomáson a 178-as és a Hegyalja úton közlekedő 8E, 108E, 110-es és 112-es buszokra lehet átszállni.
| Sánc utca felé |
| Móricz Zsigmond körtér M vá. – Villányi út – Szüret utca – Somlói út – Kelenhegyi út – Somlói út – Mihály utca – Szirtes utca – Hegyalja út – Sánc utca vá. |
| Móricz Zsigmond körtér felé |
| Sánc utca vá. – Sánc utca – Mihály utca – Szirtes utca – Kelenhegyi út – Somlói út – Szüret utca – Villányi út – Móricz Zsigmond körtér M vá.               |

## Megállóhelyei
| 0  | Móricz Zsigmond körtér M végállomás | 10 | 7, 33, 33A, 58, 114, 213, 214, 240 6, 17, 19, 41, 47, 48, 49, 56, 56A, 61 | Szent Margit Gimnázium, József Attila Gimnázium, Budai Ciszterci Szent Imre Gimnázium, Feneketlen-tó |
| 1  | Tas vezér utca                      | 9  | 17, 61                                                                    | |
| 2  | Szüret utca                         | 7  | 17, 61                                                                    | |
| 3  | Ménesi út                           | 6  |                                                                           | |
| 4  | Iglói út                            | 5  |                                                                           | BCE Entz Ferenc Könyvtár és Levéltár                                                                 |
| 5  | Balogh Tihamér utca                 | 4  |                                                                           | Budapesti Corvinus Egyetem „L” épület                                                                |
| 6  | Kelenhegyi lépcső                   | 3  |                                                                           | |
| 7  | Rezeda utca                         | 3  |                                                                           | |
| 8  | Búsuló Juhász (Citadella)           | 2  |                                                                           | Citadella                                                                                            |
| 9  | Mihály utca                         | ∫  |                                                                           | |
| 10 | Szirtes út                          | 0  |                                                                           | |
| 11 | Sánc utca végállomás                | 0  | 8E, 108E, 110, 112, 178                                                   | Óvoda, Napközi tábor                                                                                 |